# Боржис, Антониу
Анто́ниу Бо́ржис да Фонсе́ка (порт. Antônio Borges da Fonseca; 1808—1872) — бразильский журналист и революционер.
Боржис да Фонсека получил среднее образование в Епископальной семинарии в Олинде, после чего отправился в Германию, где окончил юридический факультет. По возвращении в Бразилию присоединился к республиканскому движению и был вовлечен в восстание 6 апреля 1831 года в Рио-де-Жанейро.
В 1848 году Боржис да Фонсека стал одним из руководителей восстания в Пернамбуку, более известного как революция Прайэйра. За свою революционную деятельность отбывал заключение на архипелаге Фернанду-ди-Норонья.